# Високогорне (Чечня)
Високогорне (рос. Высокогорное) — село у Шатойському районі Чечні Російської Федерації.
Населення становить 161 особу. Входить до складу муніципального утворення Вашендаройське сільське поселення.

## Історія
Згідно із законом від 20 лютого 2009 року органом місцевого самоврядування є Вашендаройське сільське поселення.

## Населення
| 1990 | 2002 | 2010 |
| ---- | ---- | ---- |
| 87   | ↗102 | ↗161 |